# Лерх, Франц
Франц Лерх (нем. Franz Lerch; 1895, Вена, Австро-Венгрия — 1977, Нью-Йорк, США) — австрийский художник.

## Биография
В 1919—1927 гг. учился в Венской академии художеств у Карла Штеррера, Алоиса Делуга и Йозефа Юнгвирта. По окончании курса предпринял поездку в Париж и Нидерланды. В 1930-е гг. интенсивно выставлялся в Вене, входил в художественное объединение «Хагенбунд», был удостоен нескольких художественных премий, в том числе премии города Вена (1931). Из-за еврейского происхождения жены был вынужден эмигрировать и в 1938 году обосновался в Нью-Йорке. Пережив здесь творческий кризис, в 1939—1940 гг. уничтожил значительную часть своих картин и в дальнейшем писал мало. До 1973 года работал дизайнером в компании «Printex».
Портреты и пейзажи Лерха занимают промежуточное положение между экспрессионизмом и Новой вещественностью и близки по манере к творчеству Карла Хофера.